# Panzerloch
Panzerloch (auch Panzerkammer) ist eine altertümliche Beschreibung für ein enges und niederes Gefängnis. Jacob und Wilhelm Grimm erklärten in ihrem Wörterbuch die Wortherkunft mit „gefängnis, das den gefangenen wie ein panzer umschlieszt“.
Panzerloch war auch die Bezeichnung eines Gefängnisses in Frankfurt am Main. Nachdem ab 1550 das Leinwandhaus nicht mehr als Schuldgefängnis genutzt wurde, richtete man im Katharinenturm an der Katharinenpforte ein solches ein.